# Нижнесазонов
Нижнесазо́нов — хутор в Каменском районе Ростовской области.
Входит в состав Богдановского сельского поселения.
Расположен на левом берегу реки Северский Донец, в 34 км (по прямой) на юго-восток от райцентра, ближайшие населённые пункты Богданов и Чистоозёрный, высота центра селения над уровнем моря — 44 м.
Рядом с хутором на реке Северский Донец находится Нижнесазоновский гидроузел (№ 6), построенный в 1911–1914 годах.

## Население
| 2010 |
| ---- |
| 125  |

### Улицы
- ул. Донская,
- ул. Колхозная,
- ул. Степная[4].